# 皮尼亞爾濟紐 (聖卡塔琳娜州)
皮尼亞爾濟紐（葡萄牙語：Pinhalzinho），是巴西的城鎮，位於該國南部，由聖卡塔琳娜州負責管轄，始建於1961年12月7日，面積128平方公里，海拔高度515米，2014年人口18,284，人口密度每平方公里142.51人。